# 1941 في ألمانيا
فيما يلي قوائم الأحداث التي وقعت خلال عام 1941 في ألمانيا.

## سياسة

### تعيين في المنصب
- 10 فبراير – هيرمان غورينغ نائب المستشار.

## برامج ومسلسلات وأنمي
- الإخوة السود

## كتب
من الكتب التي صدرت هذه السنة في ألمانيا:
- 1 يناير – الإخوة السود من تأليف كورت هيلد، ليزا تيتزنر.
- 1 يناير – الهروب من الحرية من تأليف إريك فروم.

## مواليد

### يناير
- 10 يناير – ديتر جسلر درّاج طريق ألماني.

### فبراير
- 6 فبراير – كلاوس بوخنر سياسي ألماني.
- 20 فبراير – ألكسندر غاولاند سياسي ألماني.

### مارس
- 14 مارس – ولفغانغ بيترسن مخرج أفلام ألماني.
- 14 مارس – يورغن كنيبر ملحن ألماني.
- 15 مارس – كلاوس كوبش درّاج طريق ألماني.

### أبريل
- 14 أبريل – لاندولف شيرتسر صحفي ألماني.

### يونيو
- 3 يونيو – مونيكا مارون كاتبة ألمانية.
- 10 يونيو – يورغن بروكناو
- 20 يونيو – أولف ميربولد
- 20 يونيو – ديتر مان ممثل ألماني.
- 25 يونيو – جوتا بروكنر
- 25 يونيو – كنوت أوربان فيزيائي ألماني.
- 30 يونيو – اوتو ساندر

### يوليو
- 14 يوليو – أندرياس كهول سياسي نمساوي.
- 15 يوليو – انجريد موسى
- 17 يوليو – أكيم وارمبولد سائق رالي ألماني.
- 24 يوليو – إيرنست إليتس صحفي ألماني.

### أغسطس
- 17 أغسطس – فريتز فيبر ممثل ألماني.
- 25 أغسطس – لودويغ مولر لاعب كرة قدم ألماني.

### سبتمبر
- 11 سبتمبر – ويلي فوجيرير درّاج طريق ألماني.

### أكتوبر
- 30 أكتوبر – تيودور هانش فيزيائي ألماني.

### نوفمبر
- 11 نوفمبر – هيلغا نيسين ماسثوف
- 17 نوفمبر – بيتر ستانغ
- 29 نوفمبر – لوتار إيميريش لاعب كرة قدم ألماني.

## وفيات

### يناير
- 1 يناير – ماكس نيال (مواليد 1865) كاتب مسرحي ألماني.
- 17 يناير – كارل ألبيرت بربوس (مواليد 1851) عالم نبات ألماني.

### فبراير
- 2 فبراير – يوهانس شلاف (مواليد 1862)
- 14 فبراير – ماريا دي لاس نيبس من البرتغال (مواليد 1852)
- 27 فبراير – مارتن ويبر (مواليد 1890) مهندس معماري ألماني.

### مارس
- 5 مارس – لودفيج كفيده (مواليد 1858) سياسي ألماني.
- 28 مارس – هربرت ويلبرفورس (مواليد 1864) لاعب كرة مضرب بريطاني.

### يونيو
- 1 يونيو – هانز برجر (مواليد 1873)
- 4 يونيو – فيلهلم الثاني (مواليد 1859) قيصر ألماني.

### يوليو
- 8 يوليو – كارل فريدريك فون سيمنز (مواليد 1872) رجل أعمال ألماني.

### أغسطس
- 19 أغسطس – غوستاف دالمان (مواليد 1855)

### سبتمبر
- 5 سبتمبر – إرنست كراوس (مواليد 1863)
- 9 سبتمبر – هانس سبيمان (مواليد 1869)
- 24 سبتمبر – جوتفريد فيدير (مواليد 1883)

### أكتوبر
- 28 أكتوبر – أوتو برتسل (مواليد 1893)

### نوفمبر
- 22 نوفمبر – آدا فون فوس (مواليد 1884) كاتبة ألمانية.
- 22 نوفمبر – فيرنر مولديرز (مواليد 1913)